# Shockwave - L'attacco dei droidi
Shockwave - L'attacco dei droidi (A.I. Assault) è un film per la televisione statunitense del 2006 diretto da Jim Wynorski.

## Trama
Un dottore americano, rimasto coinvolto nella guerra del Vietnam quando 
era solo un ragazzo, decide di dedicare la propria vita nel progettare 
un robot capace di essere un soldato perfetto, una macchina 
tecnologicamente avanzata e invulnerabile, programmata per essere 
letale. Realizzati due prototipi, il Dottore parte con il proprio team 
per le isole Fiji dove effettuerà gli ultimi test di controllo; qualcosa sul volo va storto, l'aereo precipita e gli unici superstiti sono i due guerrieri meccanici. Una squadra speciale dell'esercito dovrà raggiungere l'isola, 
incaricata di neutralizzare queste macchine assassine.

## Produzione
Il film fu prodotto da Cinetel Films e diretto da Jim Wynorski nel 2005.

## Distribuzione
Il film fu trasmesso in televisione nel 2006 sulla rete Syfy. È stato poi distribuito in DVD nel 2006 dalla Lions Gate Films Home Entertainment.
Alcune delle uscite internazionali sono state:
- in Grecia il 11 settembre 2006 (O teleios stratos, in DVD)
- negli Stati Uniti il 7 novembre 2006 (A.I. Assault, in DVD)
- in Giappone il 2 marzo 2007 (in DVD)
- in Ungheria il 4 settembre 2007 (Támadás a harci robotok szigete ellen)
- in Italia il 10 ottobre 2007 (Shockwave - L'attacco dei droidi, in DVD)
- in Germania (Kampf der Maschinen)
- in Francia (Shockwave)

## Promozione
Le tagline sono:
- "Programmed To Think. Wired To Destroy.".
- "The Army Wanted Machines Smart Enough To Fight A War. What They Got Was An A.I. Smart Enough To Fight Back.".
- "They built their army... Now they have to find a way to turn them off.".

## Critica
Secondo MyMovies il film è caratterizzato dalla "scarsità della storia" e da effetti speciali realizzati in computer grafica non all'altezza. La scenografia "sembra essere stata prelevata da un parco divertimenti: visibilmente finta e poco curata". I momenti migliori in termini di presa sullo spettatore sono, paradossalmente, quei momenti con alcuni validi effetti sonori. Il prodotto, che sembra "un videogioco degli anni novanta", si rivela, infine, non adatto né agli appassionati di fantascienza né agli spettatori occasionali.